# Nestea
Nestea est un thé glacé distribué par Nestlé et qui était, de 1991 à 2017, une entreprise commune entre ce groupe et The Coca-Cola Company. Au niveau mondial, cette marque est en concurrence avec Lipton Ice Tea, coentreprise formée par Unilever et PepsiCo.  

## Historique
Nestea est produit conjointement par Nestlé et The Coca-Cola Company depuis 1991, date de la création de Coca-Cola Nestlé Refreshments Company, coentreprise entre ces deux groupes. La marque est distribuée par Beverage Partners Worldwide en Europe, et par Nestlé en Amérique du Nord jusqu'en mars 2017, lorsque Nestlé se sépare de la marque Coca-Cola, pour faire évoluer son offre. Nestlé a en effet modifié sa recette en supprimant le sirop de maïs, les colorants et les arômes artificiels. Coca-Cola dispose toujours d'une licence pour distribuer la marque dans certains pays, mais plus aux États-Unis ni en Europe sauf pour les pays sous licence.
Après que Coca-Cola ait cessé son partenariat avec Nestlé en 2017, c'est en 2025 que les Canadiens ont vu la marque disparaitre des tablettes. Au Canada, c'est maintenant Fuze Tea qui prend la place dans les supermarchés, alors que les produits Nestea appartiennent désormais au groupe Keurig Dr Pepper .

## Marchés
En 2014, la marque Nestea détient une part de marché mondiale de 2,3 % sur la catégorie thé glacé.
Aux États-Unis et dans la plupart des pays d'Europe, Nestea est géré par Nestlé Waters. Le groupe suisse a cependant accordé une licence à Coca-Cola pour produire et distribuer la boisson au Canada, au Portugal, en Espagne, en Roumanie, en Hongrie, en Bulgarie et en Andorre.
Nestea est distribué en France par le groupe Eckes-Granini. Dans ce pays, en 2016, Lipton Ice Tea détient environ 60 % de part de marché, loin devant les marques de distributeurs (25 %) et Nestea (25 %)[Passage contradictoire].